# 主音

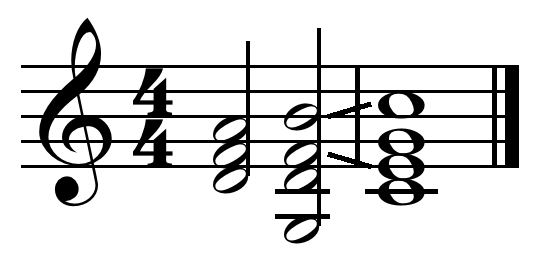
在C大调中的主和弦ii-V-I进行。

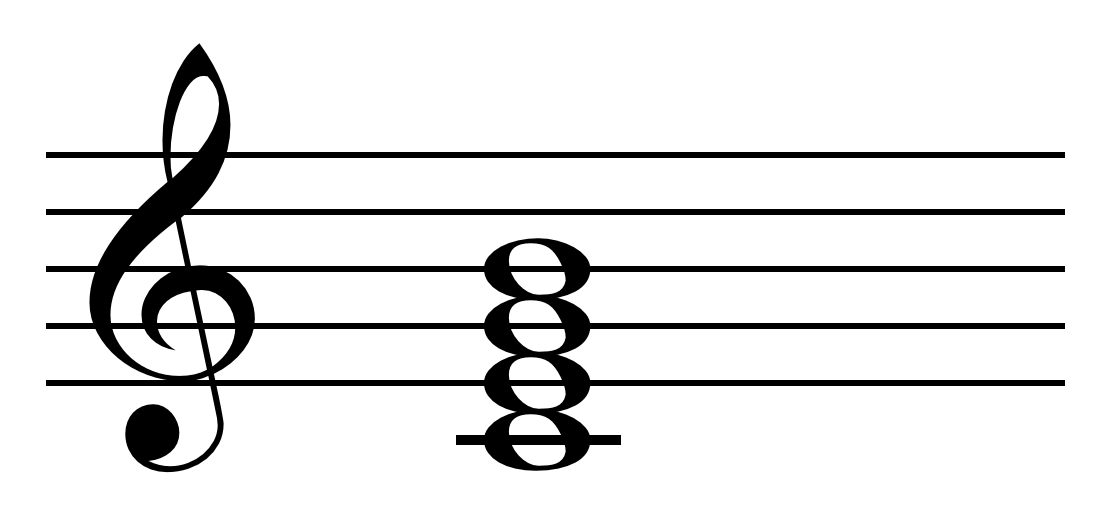
C大调中的主七和弦（I^{7}，大七和弦，Tonic Seventh Chord） 。 I^{7} 或 C大调中的主七和弦。

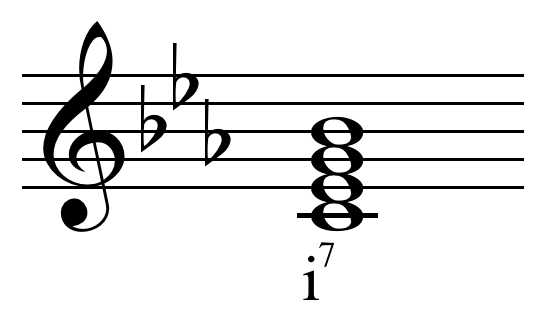
C自然小调中的主七和弦（i^{7}，属七和弦）。

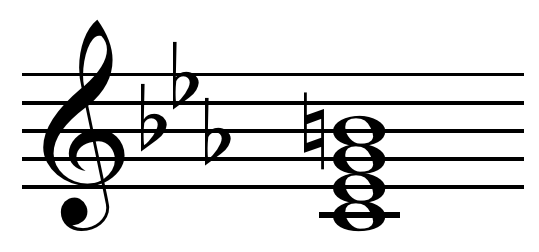
C和声小调或爵士小调的主七和弦（
i，大小七和弦）。

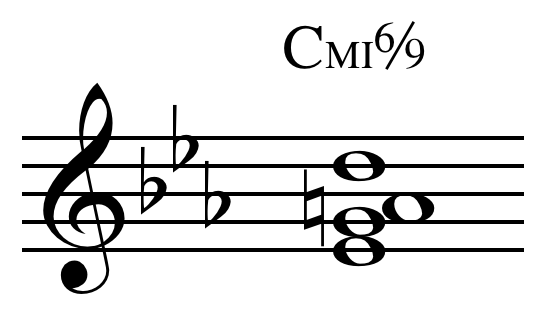
C和声小调或爵士小调的主七和弦的第一转位。

自然音阶的第一个音，为主音（Tonic）。主音即为调性中心，即为最稳定的音。例如在C大调音阶中，C、E、G三个音起着中心的稳定作用，而B、D、F、A四个音，则起着不稳定的作用。不稳定的音围绕着稳定的音在进行。在三个稳定音中，其稳定程度也是不同的，其中最稳定的音，就叫做“主音”。
在大小调中，主音的音名即为调名，例如升F大调的主音就是F♯。 大部分音乐作品皆为以主音开始并以主音结束，但是在少部分情况下还是会使用主音以外的音作为结尾。

## 主和弦
主和弦是由主音为根音，向上构成的三和弦，在功能理论中采用“T”作为标记。例如在C大調中，主和弦就由C-E-G組成。
在西方音乐中，根据音级理论，主和弦通常使用罗马数“I”表示（即一级和弦）。在部分情况中，大调的主和弦会使用大写罗马字母“I”或“I7”（七和弦），而小调则会使用小写罗马数字“i”或“i7”（七和弦）。
要注意不要把主音和根音相混淆，大部分和弦（例如二级上主音和弦、三级中音和弦等）的根音并不是主音，只有主和弦（一级和弦）的根音才是主音。主音指得是一个调的音阶中的一级音，而根音指的是一个和弦在原位排列时的低音。前者是相对于调的概念，后者则是相对于和弦的概念。